# Bernd Mosebach
Bernd Mosebach (* 18. September 1966 in Eschwege) ist ein deutscher Fernsehjournalist. Von April 2010 bis Mai 2017 leitete er das ZDF-Landesstudio Rheinland-Pfalz. Seit Juli 2017 ist er der Leiter des ZDF-Studios Mecklenburg-Vorpommern.

## Leben und Karriere
Der 1966 in Eschwege geborene Mosebach studierte Politikwissenschaft, Geschichte und Kommunikationswissenschaft an den Universitäten Erlangen-Nürnberg, Passau und der Freien Universität Berlin. Sein Studium schloss er 1995 als Diplom-Politologe ab.
Nach einem Volontariat bei der Passauer Neuen Presse war Mosebach von 1995 bis 1996 als Reporter beim Norddeutschen und beim Mitteldeutschen Rundfunk tätig. Im Anschluss erfolgte ein Wechsel zum ZDF, wo Mosebach in Schwerin für das Landesstudio in Mecklenburg-Vorpommern als Reporter beschäftigt war. Von 1997 bis 2010 war er Redakteur und Reporter in der Hauptredaktion Innenpolitik. Neben der Berichterstattung zu tagespolitischen Themen war Mosebach an der Erstellung von etwa 40 Reportagen, Porträts und Dokumentationen beteiligt.
Von April 2010 bis Mai 2017 leitete Mosebach das Landesstudio Rheinland-Pfalz. Seit Juli 2017 ist er als Nachfolger von Sylvia Bleßmann Leiter des ZDF-Landesstudios Mecklenburg-Vorpommern in Schwerin. Seit dem Jahr 2018 ist Mosebach Mitglied im Vorstand der Landespressekonferenz (LPK) Mecklenburg-Vorpommern.

## Veröffentlichung
- Alles Bewältigt? Ehemalige Journalisten der DDR arbeiten ihre Vergangenheit auf. Verlag Peter Lang, Internationaler Verlag der Wissenschaften, Frankfurt a. M. u. a. 1996, ISBN 978-3-631-49959-7.